# Periconia abyssa
Periconia abyssa är en svampart som beskrevs av Kohlm. 1977. Periconia abyssa ingår i släktet Periconia, ordningen Pleosporales, klassen Dothideomycetes, divisionen sporsäcksvampar och riket svampar.   Inga underarter finns listade i Catalogue of Life.